# Charles I. Halt
Charles I. Halt (sinh năm 1939) là đại tá Không quân Mỹ đã nghỉ hưu và là cựu phó chỉ huy trưởng căn cứ RAF Bentwaters, nằm gần Woodbridge, Suffolk. Sau thời gian đóng quân tại Việt Nam, Nhật Bản và Hàn Quốc, ông được bổ nhiệm làm Phó chỉ huy trưởng căn cứ Bentwaters. Sự kiện rừng Rendlesham vào cuối tháng 12 năm 1980 xảy ra ngay sau đó, và ông là nhân chứng quan trọng cho các sự kiện vào đêm thứ hai của vụ chứng kiến này.

## Điều tra sự kiện rừng Rendlesham
Vào những giờ cuối ngày 27 tháng 12 và đầu ngày 28 tháng 12 năm 1980, khi đó Trung tá Halt dẫn đầu đoàn tuần tra để điều tra một địa điểm nghi có UFO hạ cánh gần rìa phía đông khu rừng Rendlesham. Trong cuộc điều tra này, họ đã chứng kiến một số luồng ánh sáng không xác định, nổi bật nhất trong số đó là ánh sáng nhấp nháy theo hướng của Orford Ness như lần đầu tiên đượcmột người đi rừng địa phương tên Vince Thurkettle chỉ ra. Vào đêm muộn, họ chứng kiến những vật thể sáng lấp lánh như ngôi sao lơ lửng trên bầu trời trong vài giờ. Tháng Giêng năm 1981, Halt đã soạn bản ghi nhớ chính thức thuộc về phía Không quân liệt kê chi tiết các sự kiện. Bản ghi nhớ này về sau được gửi tới Bộ Quốc phòng. Halt còn tiến hành ghi âm lại vụ việc.

## Sau khi giã từ binh nghiệp
Từ lúc rời khỏi Không quân Mỹ để về hưu vào năm 1991, Halt lần đầu tiên xuất hiện trước công chúng trong bộ phim tài liệu truyền hình nhằm xác nhận tính xác thực của sự kiện rừng Rendlesham. Năm 1997, Georgina Bruni đã phỏng vấn ông cho cuốn sách viết về sự kiện Rendlesham có nhan đề You Can't Tell the People. Ông còn góp mặt trong một số bộ phim tài liệu truyền hình, bao gồm năm bộ phim được liệt kê dưới đây.
Tháng 6 năm 2010, Halt đã đưa ra lời tuyên thệ được chứng thực có tóm tắt các sự kiện được cho là của biến cố UFO ở Rừng Rendlesham và kết luận: "Tôi tin rằng những vật thể mà tôi nhìn thấy ở gần đó có nguồn gốc từ ngoài Trái Đất và cơ quan an ninh của cả nước Mỹ và Vương quốc Anh đã cố gắng – cả khi đó và bây giờ – nhằm phá vỡ tầm quan trọng của những gì từng xảy ra tại Rừng Rendlesham và RAF Bentwaters bằng cách sử dụng các phương pháp thông tin sai lệch được dàn dựng công phu".
Đại tá Charles Irwin Halt đã phát hành một cuốn sách viết chung với John Hanson có tựa đề The Halt Perspective.

## Phim tài liệu truyền hình
- Unsolved Mysteries - Bentwaters UFO
- U.S. Sci Fi Channels "UFO Invasion at Rendlesham". - có sẵn để xem ở đây[liên kết hỏng] - Lần phát sóng đầu tiên ngày 1 tháng 12 năm 2005
- U.S. History Channels "UFO Files - Britain's Roswell[liên kết hỏng] - available to watch here - Lần phát sóng đầu tiên ngày 17 tháng 12 năm 2005
- Galileo Mystery - Das UFO von Rendlesham Forest (Chương trình truyền hình của Đức về vụ UFO hạ cánh trong Rừng Rendlesham)
- Paranormal Witness - The Rendelsham Files